# Otoptris
Otoptris é um gênero de mariposa pertencente à família Acrolepiidae.